# شیوه معماری شیکاگو

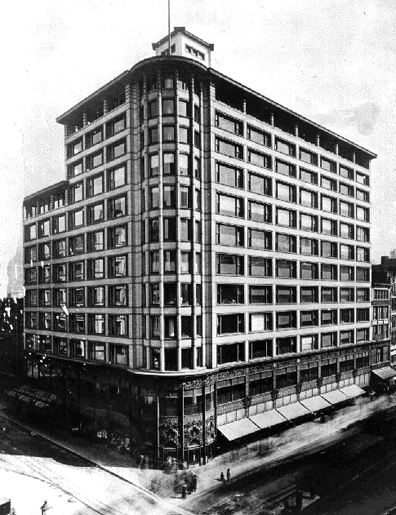
یکی از بناهای شیوه معماری شیکاگو که در ۱۸۹۹ تکمیل شد

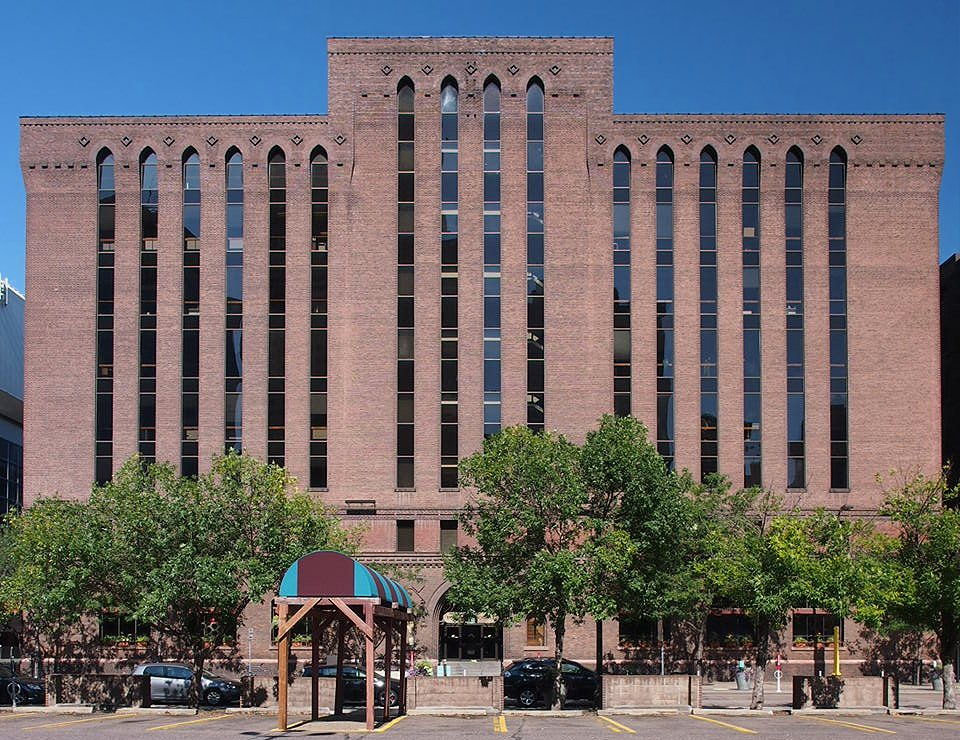
ساختمان و انبار باتلر اسکویر ساخته‌شده به شیوهٔ معماری شیکاگو در شهرستان هنپین، مینه‌سوتا.

شیوه معماری شیکاگو یا مکتب معماری شیکاگو (به انگلیسی: The Chicago School of Architecture) نوعی شیوه معماری است که در بین سال‌های ۱۸۸۰–۱۹۱۰ در آمریکا توسط یک گروه معمار برجسته در شیکاگو رواج یافت.
شهرت این گروه ساختن بناهای مرتفع بود که در جهان تا آن زمان دیده نشده بود.

## روش‌های طراحی، اجرایی و اصول نظری معماران مکتب شیکاگو
- استفاده از اسکلت فولادی برای ساختار کل بنا
- نمایش ساختار بنا در نمای ساختمان
- عدم تقلید از سبک‌های گذشته
- استفاده بسیار اندک از تزئینات
- استفاده از پنجره‌های عریض که کل دهانه بین ستون‌ها را می‌پوشاندند.
از مشاهیر این گروه می‌توان به معماران زیر اشاره کرد:
- لوئیس سالیوان
- دانیل برنهم
- جان روت
- ویلیام لوبارون جنی
- ویلیام هولابرد
- W.B. Mundie

شرکت آدلر و سالیوان شرکت مهم در مکتب شیکاگو محسوب می‌شد. لویی سالیوان معروف‌ترین معمار این سبک، یکی از مدیران این شرکت بود. وی مدتی محدود و به صورت ناتمام در دانشگاه ام ای تی در بوستون و در مدرسهٔ هنرهای زیبای پاریس تحصیل کرد. سالیوان ساختمان‌های بلند مرتبه متعددی در شیکاگو، نیویورک، سنت لوئیس و بوفالو در چارچوب مکتب شیکاگو طراحی نمود. وی برای اولین بار شعار فرم تابع عملکرد را که از شعارهای محوری معماری مدرن است، مطرح کرد.
وی از تزئینات به صورت محدود بر روی ساختمان‌های خود استفاده کرد و در این زمینه تحت تأثیر نهضت هنر نو در اروپا بود. ولی در کتاب خود به نام صحبت‌های کودکستانی ۱۹۰۱ استفاده از هر گونه تزئینات در ساختمان را رد کرده بود.
برخی مکتب شیکاگو را به دو قسمت متقدم و متاخر تقسیم کرده‌اند.